# Zarzis
Zarzis ou Jarjis (em árabe: جرجيس; romaniz.: Zarzīs), antigamente chamada Gergis, é uma cidade costeira do sudeste da Tunísia. É a capital da delegação (espécie de distrito ou grande município) homónima, a qual faz parte da província (gouvernorat) de Médenine. A delegação tem 340 km² de área e em 2004 tinha 70 895 habitantes (densidade: 208,5 hab./km²), dos quais 24 900 viviam na cidade.

## Descrição
Zarzis encontra-se 75 km a norte da fronteira com a Líbia, 250 km a noroeste de Trípoli, 44 km a norte de Ben Guerdane, 28 km a sul da ilha de Djerba (El Kantara), 62 km a leste de Médenine e 143 km a sudeste de Gabès (distâncias por estrada). A cidade dispõe duma extensa praia de areia, onde há alguns hotéis de construção recente. A cidade tem dois museus: um arqueológico e o um etnográfico.[a]
A economia local baseia-se principalmente na agricultura (oliveira e produção de azeite) e no turismo. A cidade tem ainda um porto importante, uma zona franca, um terminal petrolífero e três portos de pesca.[carece de fontes?] Zarzis é o principal porto de pesca da Tunísia a sul de Sfax e Mahdia.

## História
A história da cidade remonta ao tempo dos fenícios, que lhe chamaram Gergis, um nome que deu origem ao atual. Aos fenícios seguiram-se os cartagineses e, após 146 a.C. e a conquista de Cartago por Roma Antiga seguiram-se-lhes os romanos. Segundo o Stadiasme, a cidade situava-se na extremidade ocidental da Syrtique, não muito longe de Meninx (nome antigo de Djerba).  Possuía um porto e um castelo construído sobre as ruínas duma cidadela mais antiga. É possível que o nome tenha origem nos Gergesiles, que segundo antigos cronistas judaicos deixaram Canaã na época de Josué para se ficarem no Norte de África.[carece de fontes?]
As exportações muito apreciadas em Roma de pesca e o azeite fizeram prosperar a cidade. A proximidade do centro de comércio que era Djerba, o porto e a posição estratégica nas rotas de comércio do Saara tornou Gergis um entreposto entre os centros comericiais do Mediterrâneo e do Saara. Além disso, era pela cidade que se fazia a exportação do sal extraído na Sebkha El Melah, a grande salina natural situada a sudoeste da cidade.[carece de fontes?]
A região foi cristianizada no século IV. Os árabes chegaram em 647, dando origem à islamização. As relações comerciais não se limitaram aos territórios sob domínio árabe, estendendo-se igualmente a cidades da Europa.[carece de fontes?] Entre 1714 e 1724 funcionou em Zarzis uma empresa franco-genovesa de exportação de sal.
Na época do protetorado francês (1882–1956) foi uma estância de repouso de militares franceses, para os quais a cidade era uma espécie de paraíso por comparação com as paisagens desérticas do sul da Tunísia. Zarzis foi também o único local a sul de Gabès que assistiu a colonização significativa por parte dos franceses. No entanto, os militares dificultaram a instalação dos colonos por recearem perder o controlo para os civis da sua estância de férias. Houve várias queixas dos colonos para o governo colonial, que diziam que "os militares governavam com a espada e com o chicote em vez de com a lei". A indendeência chegou antes dos colonos terem conseguido uma administração civil.
Durante a Guerra dos Seis Dias, em 1967 entre os países árabes e Israel, registaram-se alguns ataques a sinagogas, tendo ardido uma delas. Em 1983 houve outros ataques a sinagogas.
O turismo chegou em 1973, com um decreto que criou uma zona turística na região,[carece de fontes?] instalada a cerca de três quilómetros da cidade. O grande afluxo de turistas na região com graves carências de água provocou à sua escassez nos anos 1990, levando a que se optasse pela dessalinização e pela exploração de águas subterrâneas até aí intocadas, apesar das consequências ambientais disso serem imprevisíveis.
Em 2011 era o principal ponto de embarque de imigrantes clandestinos para a Europa via a ilha italiana de Lampedusa situada cerca de 250 km a norte, a meio caminho da Itália continental.